# Saksauł
Saksauł (Haloxylon) – rodzaj obejmujący kilka gatunków roślin z rodziny szarłatowatych (dawniej włączany do wyodrębnianej osobno rodziny komosowatych). Przedstawiciele ci występują na obszarze od północnej Afryki po środkową Azję. Gatunkiem typowym jest H. ammodendron (C. A. Meyer) E. Fenzl.

## Morfologia
PokrójDuże krzewy lub małe drzewa (maksymalnie do 12 m, ale zwykle mniejsze). Drewno jest ciężkie, chropowate, kora gąbczasta, dobrze wchłaniająca wodę. Pień niski, silnie poskręcany.
LiścieUłożone naprzeciwlegle. Bardzo niewielkie, łuskowate, przylegające do łodygi, prawie niewidoczne, cienkie, szarej barwy. Czasem liści brak zupełnie (saksauł bezlistny).
KwiatyDrobne, obupłciowe, pięciokrotne. Wyrastają pojedynczo w kątach liści.
KorzenieBardzo długie, rozgałęzione i mocne.

## Biologia i ekologia
Rośliny należące do halofitów zasiedlają pustynie i półpustynie. Dobrze tolerują słabe gleby piaszczyste, również silnie zasolone. Są bardzo odporne na długotrwałe susze. Cechują się wolnym tempem wzrostu i znaczną długością życia. Kwitną w kwietniu i maju, a owocują we wrześniu i październiku.

## Systematyka
Synonimy
Hammada Iljin
Pozycja systematyczna według Angiosperm Phylogeny Website (aktualizowany system APG III z 2009)
Należy do rodziny szarłatowatych (Amaranthaceae) Juss., która wraz z siostrzanymi rodzinami Achatocarpaceae i goździkowate jest jednym z kladów w obrębie rzędu goździkowców (Caryophyllales) i klasy roślin okrytonasiennych.
Pozycja w systemie Reveala (1994–1999)
Gromada okrytonasienne (Magnoliophyta Cronquist), podgromada Magnoliophytina Frohne & U. Jensen ex Reveal, klasa Rosopsida Batsch, podklasa goździkowe (Caryophyllidae Takht.), nadrząd Caryophyllanae Takht., rząd goździkowce (Caryophyllales Perleb), rodzina komosowate (Chenopodiaceae Vent.), rodzaj saksauł (Haloxylon Bunge).
Gatunki
- Haloxylon ammodendron (C.A.Mey.) Bunge ex Fenzl (syn. Haloxylon aphyllum (Minkw.) Iljin) – saksauł bezlistny[4], saksauł czarny, saksauł sołonczakowy[6]
- Haloxylon griffithii (Moq.) Boiss.
- Haloxylon negevensis (Iljin & Zohary) Boulos
- Haloxylon persicum Bunge ex Boiss. & Buhse – saksauł biały
- Haloxylon salicornicum (Moq.) Bunge ex Boiss.
- Haloxylon schmittianum Pomel
- Haloxylon scoparium Pomel
- Haloxylon stocksii (Boiss.) Benth. & Hook. f.
- Haloxylon tamariscifolium (L.) Pau

## Znaczenie
Saksauły są jednymi z najliczniejszych dużych roślin pustyń w obszarze swojego występowania, często tworzą skupiska. Dlatego ich zarośla, a nawet pojedyncze okazy stanowią schronienie wielu gatunków zwierząt, a młode saksauły, o zielonych listkach dostarczają pokarmu. Poza tym silne i rozległe ukorzenienie zapobiega wywiewaniu piasku lub gleby i erozji. 
Mieszkańcy pustyń wykorzystują saksauł jako źródło opału. Rośliny te nasadza się w pustynnych rejonach, by zapobiec erozji i wywiewaniu piasku zasypującego np. w Chinach pola uprawne.